# Józef Fryderyk von Sachsen-Hildburghausen
Józef Fryderyk (ur. 5 października 1702 w Erbach, zm. 4 stycznia 1787 w Hildburghausen) – marszałek polny w wojsku austriackim, regent księstwa Saksonia-Hildburghausen, mecenas muzyki, książę z dynastii Wettinów.

## Życiorys

### Pochodzenie
Był synem księcia Saksonii-Hildburghausen Ernesta i Zofii Henrietty, córki księcia Waldeck-Eisenberg Jerzego Fryderyka. Został wychowany w wierze luterańskiej.

### Kariera wojskowa
Karierę wojskową w służbie Habsburgów rozpoczął w wieku 16 lat. Cenili go jako oficera i wspierali jego karierę książę Eugeniusz Sabaudzki i Joseph Lothar von Königsegg-Rothenfels, zaskarbił sobie także łaski cesarza Karola VI. Służył początkowo pod rozkazami cesarskiego marszałka polnego Friedricha Heinricha von Seckendorffa w południowej Italii. W 1730 otrzymuł stopień pułkownika. W 1732 został szefem pułku (niem. Inhaber) 8 Pułku Piechoty. Podczas wojny o sukcesję polską w 1734 awansował na stopień generalski i służył w północnej Italii, odznaczył się m.in. w bitwie pod Guastallą. W 1735 otrzymał stopień Feldmarschalleutnanta i zabezpieczał odwrót armii cesarskiej do Tyrolu oraz brał udział w rokowaniach dotyczących zawieszenia broni. Następnie został dowódcą twierdzy Komárno. W 1736 w stopniu generała artylerii (Feldzeugmeister) służył na terenie Wielkiego Księstwa Toskanii. W 1737 opracował plany reorganizacji Pogranicza Wojskowego, których celem było przekształcenie tamtejszych nieregularnych oddziałów w regularną armię i podporządkowanie ich bezpośrednio Wiedniowi. Plany te jednak nie zostały wówczas zrealizowane z powodu wojny austriacko-tureckiej. Józef Fryderyk otrzymał dowództwo korpusu i jego zadaniem było zdobycie Banja Luki – musiał jednak ustąpić wobec przewagi tureckiej. Odznaczył się w innych starciach tej wojny, m.in. w bitwie pod Grocką 23 lipca 1739, podczas której osłaniał odwrót cesarskiego wojska. Po wojnie powrócił do Komárna, a w 1741 awansował na stopień marszałka polnego. Podczas wojny o sukcesję austriacką najpierw dowodził oddziałami austriackimi ściąganymi z Italii, a następnie powierzono mu tworzenie oddziałów powstańczych na Węgrzech. W 1744 został komendantem wojskowym Austrii wewnętrznej (Styria, Karyntia, Kraina i Pobrzeże). Objął także władzę w Pograniczu Wojskowym, gdzie przeprowadził zaplanowane kilka lat wcześniej reformy. W 1749 złożył pełnione funkcje.
Po wybuchu wojny siedmioletniej otrzymał dowództwo armii Rzeszy działającej w Turyngii, został jednak pokonany przez króla Prus Fryderyka II w bitwie pod Rossbach 5 listopada 1757. W styczniu 1758 wystąpił ze służby.

## Życie prywatne
W 1727 przeszedł na katolicyzm. Napisał pierwsze obszerne opracowanie historii Pogranicza Wojskowego Beitrag zur Geschichte der Warasdiner und Karlstädter Grenzverfassung. W 1737 otrzymał order Złotego Runa. W 1738 poślubił Wiktorię, córkę Ludwika Tomasza z dynastii sabaudzkiej. Była ona bratanicą i dziedziczką Eugeniusza Sabaudzkiego, znacznie starszą od Józefa Fryderyka. W 1744 rozstali się, małżeństwo było bezdzietne, jednak Józef Fryderyk zawdzięczał mu dużą fortunę. W 1741 zastępował króla Polski Augusta III w roli ojca chrzestnego późniejszego cesarza Józefa II.
Po 1749 mieszkał w Wiedniu w pałacu później nazwanym Auersperg i na zamku Schloßhof. Utrzymywał wystawny dwór i zasłynął jako mecenas znakomitych muzyków, takich jak Christoph Willibald Gluck (który szefował jego nadwornej orkiestrze istniejącej od co najmniej 1749 do 1761) i Karl Ditters von Dittersdorf (który grał w niej na skrzypcach). W piątkowe wieczory organizował akademie muzyczne, które były słynne w Wiedniu. Później mieszkał także w rodzinnym Hildburghausen, gdzie od 1769 zarządzał finasami zadłużonego księstwa Saksonia-Hildburghausen, a od 1780 sprawował rządy opiekuńcze w księstwie w imieniu małoletniego Fryderyka, prawnuka swego brata.